# New York Liberty 2021
La stagione 2021 delle New York Liberty fu la 25ª nella WNBA per la franchigia.
Le New York Liberty arrivarono terze nella Eastern Conference con un record di 12-20. Nei play-off persero al primo turno con le Phoenix Mercury (1-0).

## Roster
| N° | Naz.                   | Ruolo | Sportivo           | Anno | Alt. | Peso |
| -- | ---------------------- | ----- | ------------------ | ---- | ---- | ---- |
| 0  | Stati Uniti (bandiera) | A     | Leaonna Odom       | 1998 | 188  | 76   |
| 1  | Stati Uniti (bandiera) | A     | Reshanda Gray      | 1993 | 188  | 87   |
| 2  | Stati Uniti (bandiera) | GA    | DiDi Richards      | 1999 | 188  | 74   |
| 4  | Stati Uniti (bandiera) | G     | Jazmine Jones      | 1996 | 191  | 92   |
| 6  | Stati Uniti (bandiera) | A     | Natasha Howard     | 1991 | 188  | 75   |
| 7  | Stati Uniti (bandiera) | G     | Layshia Clarendon  | 1991 | 175  | 71   |
| 9  | Australia (bandiera)   | GA    | Rebecca Allen      | 1992 | 188  | 73   |
| 10 | Stati Uniti (bandiera) | A     | Joyner Holmes      | 1998 | 190  | 90   |
| 12 | Stati Uniti (bandiera) | A     | Michaela Onyenwere | 1999 | 183  | 81   |
| 20 | Stati Uniti (bandiera) | G     | Sabrina Ionescu    | 1997 | 180  | 68   |
| 24 | Stati Uniti (bandiera) | A     | Kylee Shook        | 1998 | 193  | 90   |
| 32 | Australia (bandiera)   | G     | Sami Whitcomb      | 1988 | 178  | 66   |
| 41 | Stati Uniti (bandiera) | C     | Kiah Stokes        | 1993 | 191  | 86   |
| 44 | Stati Uniti (bandiera) | GA    | Betnijah Laney     | 1993 | 183  | 75   |

## Staff tecnico
- Allenatore: Walt Hopkins
- Vice-allenatori: Shelley Patterson, Dustin Gray, Jacki Gemelos